# 方宗熙

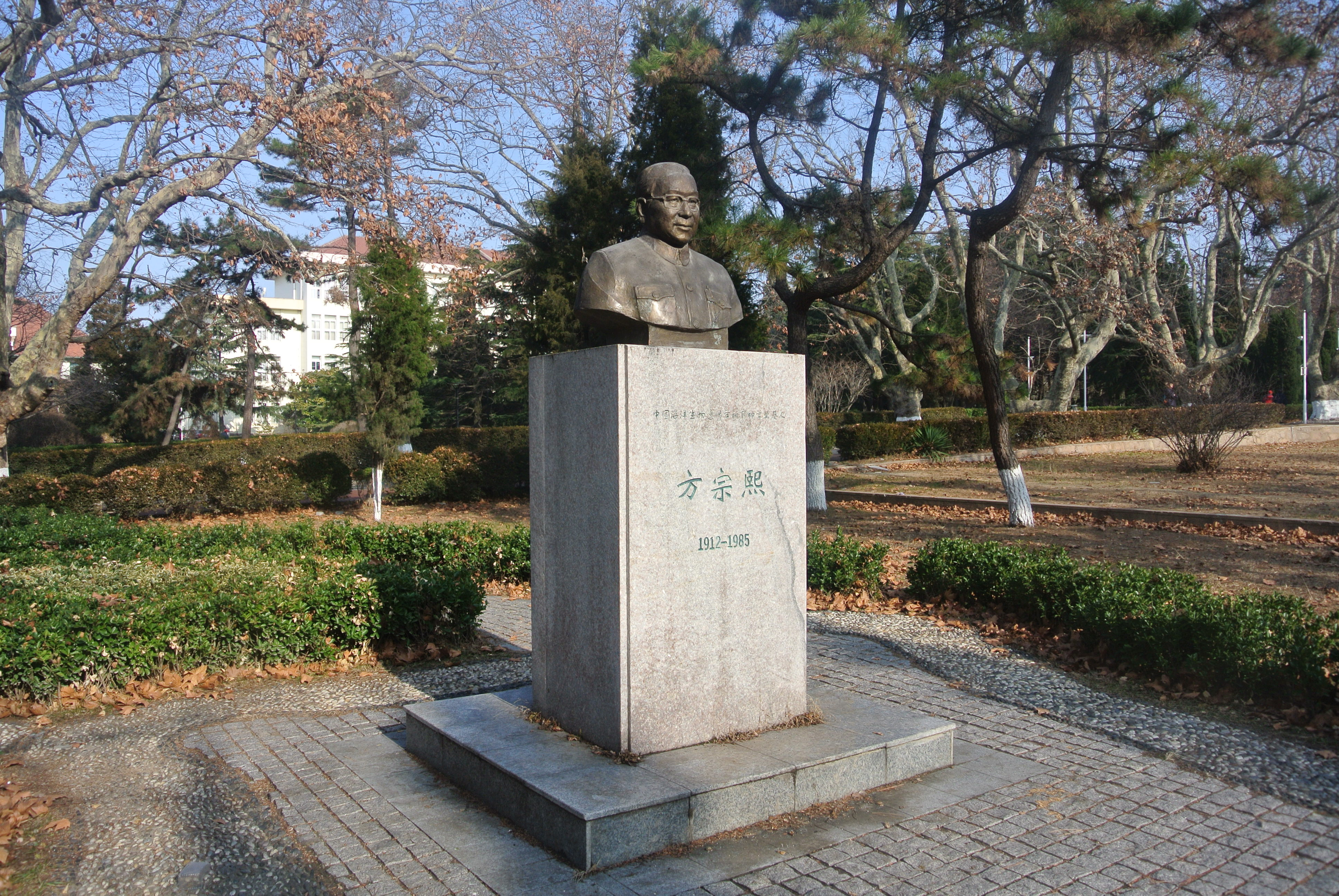
中国海洋大学鱼山校区内的方宗熙塑像

方宗熙（1912年—1985年），男，福建云霄人，中国遗传学家、科普学家，海藻遗传学和育种学研究的先驱和奠基人。主要时间和精力均用于其所创立的山东海洋学院海洋生物系、海洋生物遗传育种研究室和藻类遗传育种科研事业中。

## 生平
1950年获英国伦敦大学人类遗传学博士学位。1951年起分别就职于国家出版总署、人民教育出版社、山东大学、山东海洋学院。